# راشد مهير
راشد مهير (مواليد 20 فبراير 1994، لاعب كرة قدم إماراتي يجيد اللعب في الدفاع مع نادي البطائح الإماراتي .

## مسيرة اللاعب
لعب سابقاً في نادي العين ونادي الوصل ونادي الظفرة ونادي الوحدة ونادي البطائح.

## روابط خارجية
- راشد مهير على موقع Soccerway.com (الإنجليزية)